# Paris–Roubaix 2000

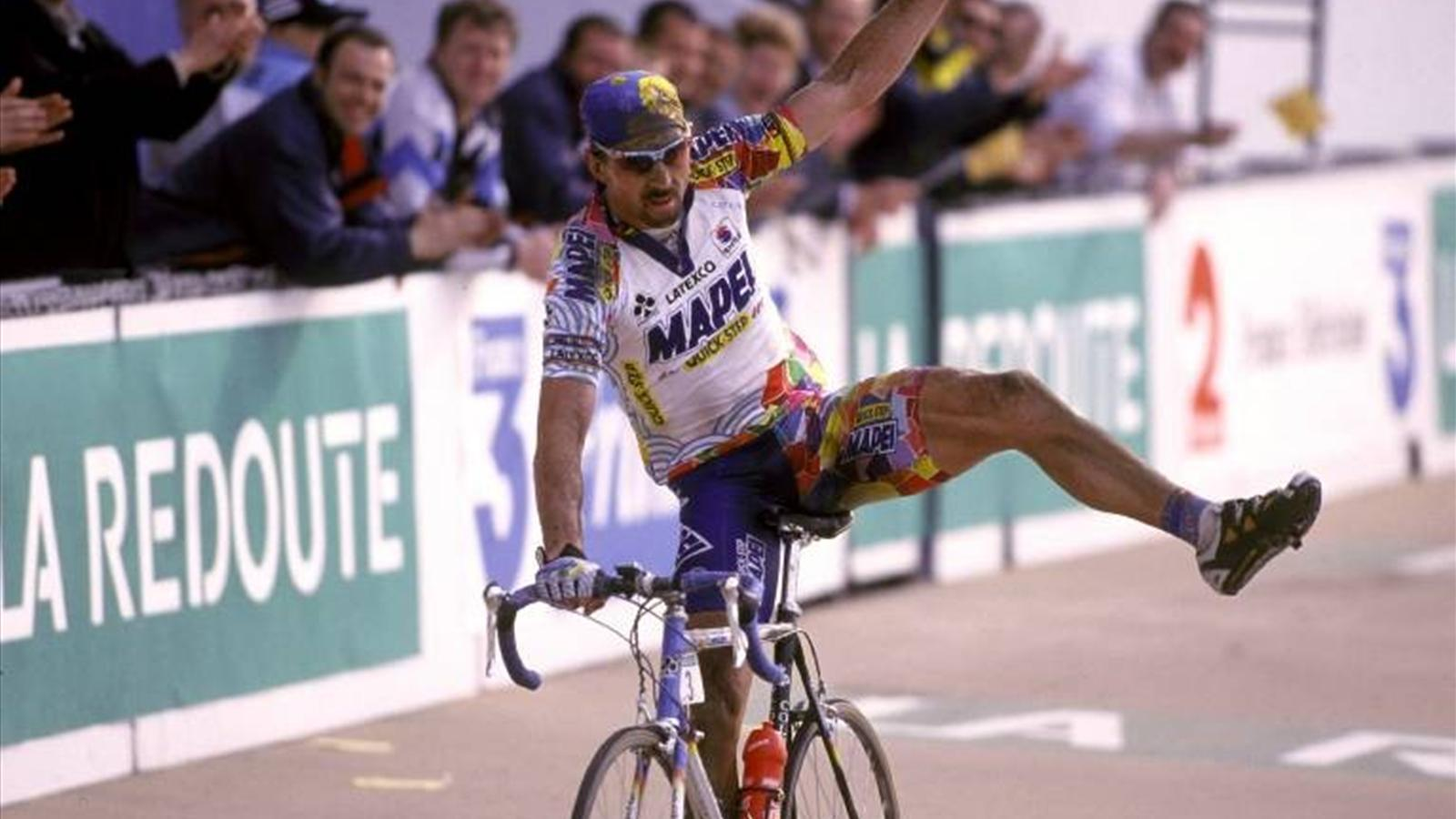
Johan Museeuw bei seinem Sieg im Velodrom von Roubaix

Das Eintagesrennen Paris–Roubaix 2000 war die 98. Austragung des Radsportklassikers und fand am Sonntag, den 9. April 2000, statt.
Das Rennen führte von Compiègne, rund 80 Kilometer nördlich von Paris, nach Roubaix, wo es im  Vélodrome André-Pétrieux endete. Die gesamte Strecke war 273 Kilometer lang und führte über 25 Pavé-Sektoren mit einer Gesamtlänge von 50,2 Kilometern. Es starteten 178 Fahrer, von denen sich 66 platzieren konnten; 13 Fahrer erreichten das Ziel außerhalb des Zeitlimits. Der Sieger Johan Museeuw absolvierte das Rennen mit einer Durchschnittsgeschwindigkeit von 40,172 km/h.
60 Kilometer vor dem Ziel fuhr Johan Museeuw aus einer führenden Fahrergruppe heraus, mit Frankie Andreu an seinem Hinterrad. Die beiden überholten Max van Heeswijk, der alleine vorneweg fuhr. Am Pavé-Sektor von Ennetières setzte sich Museeuw ab und entschied das Rennen für sich, obwohl er auf den letzten Kilometern stark ermüdet wirkte. Für Museeuw bedeutete sein zweiter Sieg etwas Besonderes, da er sich zwei Jahre zuvor bei einem Sturz während Paris–Roubaix sein Knie so schwer verletzt und anschließend infiziert hatte, dass es Überlegungen gegeben hatte, das Bein zu amputieren. Bei seinem Sieg machte Museeuw daher seine wohl berühmteste Geste: Auf der Ziellinie zeigte er auf sein ausgestrecktes linkes Bein.
Der Deutsche Erik Zabel, der insgesamt neun Mal bei Paris–Roubaix startete, erreichte mit dem dritten Rang seine beste Platzierung.